# Borden (West Sussex)
Borden – osada w Anglii, w hrabstwie West Sussex. Leży 19 km na północ od miasta Chichester i 75 km na południowy zachód od Londynu.